# 375798 Divini
375798 Divini este o planetă minoră (asteroid) din centura de asteroizi. A fost descoperită pe 12 octombrie 2009 la  de Vincenzo Silvano Casulli⁠(d) și a fost numită după Eustachio Divini⁠(d). 
Obiectul prezintă o orbită caracterizată de o semiaxă mare de 2,5515197374905 UAi, o excentricitate de 0,18096756599321, o înclinație de 13,264391337865 ° în raport cu ecliptica.